# جونز مورغان
جونز مورغان (بالإنجليزية: Jones Morgan)‏ هو عسكري أمريكي، ولد في 23 أكتوبر 1882 في مقاطعة نيوبيري في الولايات المتحدة، وتوفي في 29 أغسطس 1993 في ريتشموند في الولايات المتحدة.